# Phaonia mengi
Phaonia mengi este o specie de muște din genul Phaonia, familia Muscidae, descrisă de Feng și Ma în anul 2000.
Este endemică în Sichuan. Conform Catalogue of Life specia Phaonia mengi nu are subspecii cunoscute.